# Spiaggia di Calamosche

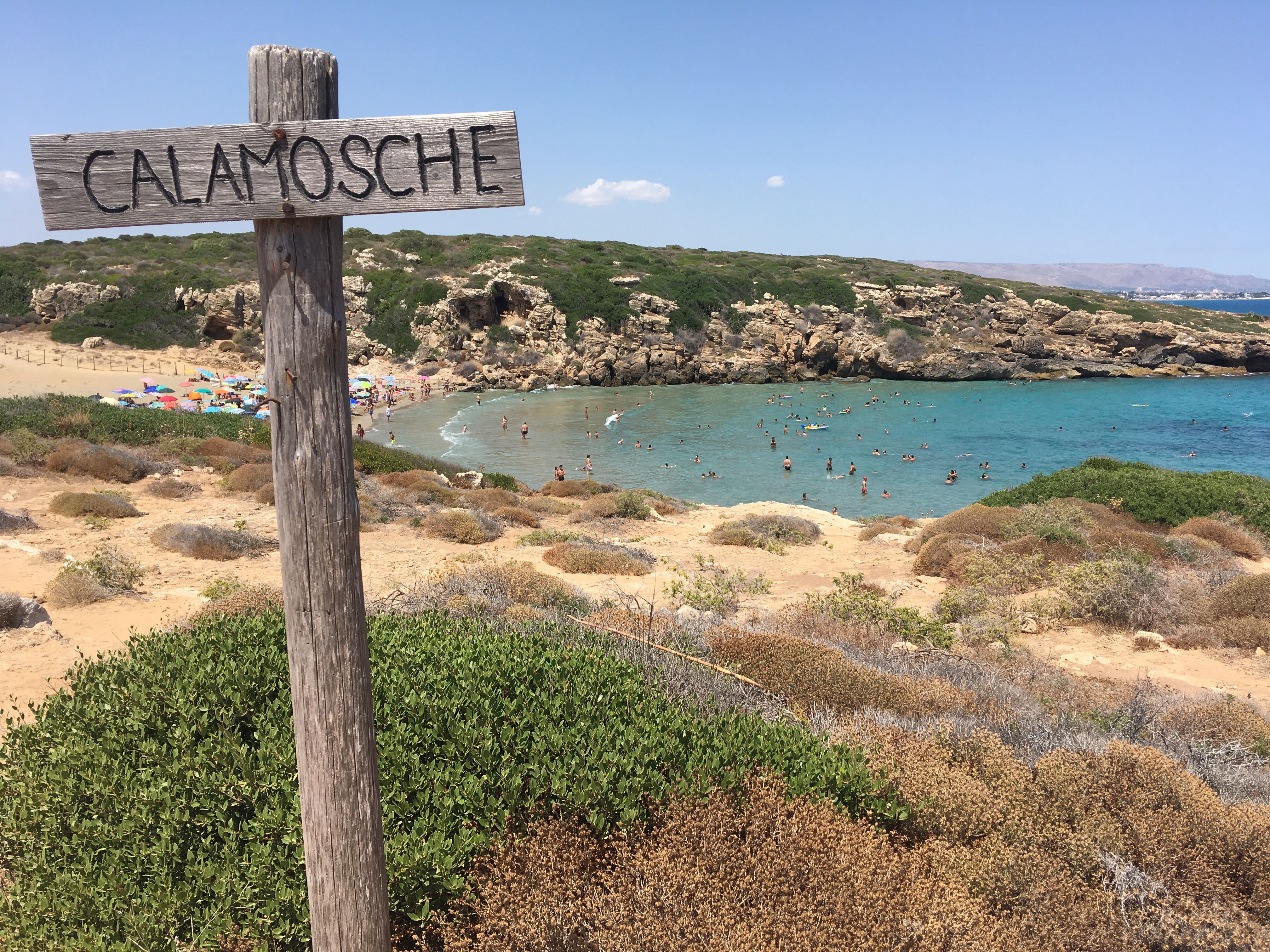
Spiaggia di Calamosche

La spiaggia di Calamosche si trova tra i resti archeologici di Eloro e l'oasi faunistica di Vendicari.
Nel 2005 è stata insignita dalla Guida Blu di Legambiente del titolo di "Spiaggia più bella d'Italia".
Il fascino della spiaggia è dovuto alla varietà della vegetazione e alla presenza di un panorama altrettanto vario: la piccola spiaggia si trova infatti tra due promontori rocciosi che, oltre a far sì che il mare sia quasi sempre calmo, offrono al visitatore una bellezza inaspettata. Un'altra caratteristica della spiaggia è la presenza di numerosi anfratti, cavità e grotticelle nei due promontori.
Per raggiungerla basta percorrere la strada provinciale 19 (Pachino-Noto) e svoltare a destra (seguendo l'indicazione "Spiaggia Calamosche") all'incirca a 11,40 km da Pachino.